# Касаррубіос-дель-Монте
Касаррубіос-дель-Монте (ісп. Casarrubios del Monte) — муніципалітет в Іспанії, у складі автономної спільноти Кастилія-Ла-Манча, у провінції Толедо. Населення — 5193 особи (2010).
Муніципалітет розташований на відстані близько 38 км на південний захід від Мадрида, 36 км на північ від Толедо.
На території муніципалітету розташовані такі населені пункти: (дані про населення за 2010 рік)
- Касаррубіос-дель-Монте: 3093 особи
- Каліпо-Фадо: 2100 осіб

## Демографія
Динаміка населення (INE ):

## Галерея зображень

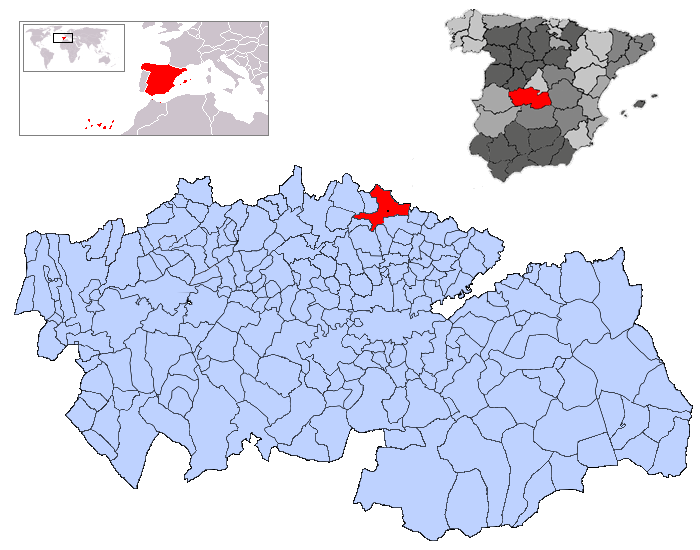
Розташування муніципалітету у провінції Толедо